# اورزنسولن
اورزنسولن (به آلمانی: Ursensollen) یک شهر در آلمان است که در امبرگ-سولزباخ واقع شده‌است. اورزنسولن ۳٬۷۴۴ نفر جمعیت دارد.